# Undisclosed Desires
Undisclosed Desires è un singolo del gruppo musicale britannico Muse, pubblicato il 16 novembre 2009 come secondo estratto dal quinto album in studio The Resistance.

## Descrizione
La traccia si discosta dalle sonorità tipiche del gruppo, incorporando ispirazioni più vicine a new wave e synth pop, con largo utilizzo di tastiere, violini pizzicati e di diversi bassi elettrici che sono stati più volte registrati, sia per il sottofondo delle strofe che per il ritornello.
La notizia che il brano sarebbe uscito come singolo dopo Uprising è stata data sulla BBC Radio 1 nel settembre del 2009. La prima conferma ufficiale è avvenuta dopo un commento su Twitter pubblicato dalla band in cui si annunciavano l'inizio delle riprese del video.

## Video musicale
Il videoclip è stato diretto dal duo francese Jonas et François, registi che hanno collaborato anche con Justin Timberlake e Kanye West. Le riprese si sono effettuate all'Elstree Studios di Borehamwood nella contea di Hertfordshire a 25 km da Londra, nella stessa struttura in cui tra gli anni settanta e ottanta venne girata la trilogia originale di Guerre stellari.
Durante il video viene mostrato il trio eseguire il brano tra masse di fili, cavi elettrici e neon accesi abbandonati sul pavimento. L'ambiente ricorda il backstage di un palco con casse e varia strumentazione musicale sparsa ovunque. Bellamy inserisce nella sua scarpa un connettore Jack e l'esibizione si svolge tra vari schermi lampeggianti che visualizzano le parole del brano. Nelle immagini in cui appare Bellamy, il suo viso è ripreso attraverso una cornice di cartone e plexiglas con degli appunti scritti a mano in cui si legge "Matt Close up" (Matt primo piano), "Matt shot Mid" (Matt mezzo busto) e "Matt Long shot" (Matt ripresa lunga), appunti normalmente utilizzati nella regia e lasciati volontariamente visibili. Nel video appare una ballerina vestita di fili di lana multicolore che esegue una coreografia di danza hip hop ripresa in alcuni momenti a rallentatore rispetto al tempo della canzone. Inoltre, dall'inizio del secondo ritornello in poi, sincronizzato con la melodia, si attiva un macchinario, simile a una giostra ma di dimensioni notevolmente ridotte, in cui sono inseriti diversi bassi elettrici. L'apparecchio, girando, fa sì che le corde dei bassi vengano colpite da oggetti piatti che ne propagano il suono, simulando la linea di musica di sottofondo, che caratterizza la seconda parte della canzone.

## Tracce
CD (Regno Unito), download digitale
1. Undisclosed Desires – 3:56
2. Undisclosed Desires (The Big Pink Remix) – 4:27
3. Undisclosed Desires (Thin White Duke Remix) – 7:44

CD (Germania)
1. Undisclosed Desires – 3:58
2. Undisclosed Desires (Live from Madrid) – 4:30

Download digitale – Muse.mu
1. Undisclosed Desires (Album Version) – 3:56
2. Undisclosed Desires (The Big Pink Remix) – 4:30
3. Undisclosed Desires (Thin White Duke Remix) – 7:40
4. Undisclosed Desires (Thin White Duke Remix (edit)) – 4:51

## Formazione
Gruppo
- Matthew Bellamy – voce, tastiera, sintetizzatore, programmazione
- Chris Wolstenholme – basso, voce
- Dominic Howard – batteria, percussioni, sintetizzatore, programmazione

Altri musicisti
- Audrey Riley – conduzione orchestra
- Edoardo De Angelis – primo violino
- Silvia Catasta's Edodea Ensemble – orchestra

Produzione
- Muse – produzione
- Paul Reeve – produzione vocale aggiuntiva
- Adrian Bushby – ingegneria
- Tommaso Colliva – ingegneria aggiuntiva
- Mark "Spike" Stent – missaggio
- Matthew Green – assistenza missaggio
- Ted Jensen – mastering

## Classifiche
| Classifica (2009/10)             | Posizione massima |
| -------------------------------- | ----------------- |
| Australia                        | 11                |
| Austria                          | 45                |
| Belgio (Fiandre)                 | 35                |
| Belgio (Vallonia)                | 18                |
| Danimarca                        | 26                |
| Francia                          | 197               |
| Germania                         | 17                |
| Italia                           | 21                |
| Nuova Zelanda                    | 12                |
| Paesi Bassi                      | 70                |
| Portogallo                       | 20                |
| Regno Unito                      | 49                |
| Regno Unito (rock & metal)       | 1                 |
| Stati Uniti (alternative)        | 4                 |
| Stati Uniti (rock & alternative) | 7                 |
| Svizzera                         | 21                |